# MongoDB
MongoDB is een opensource document-georiënteerde database en is geschreven in C++. Er is geen schema, de documenten worden in de vorm van BSON (binair JSON) opgeslagen en de structuur van deze documenten is flexibel. De database kan gemakkelijk gedistribueerd worden, de data worden dan over meerdere computers verspreid om gedistribueerde gegevensverwerking mogelijk te maken. MongoDB is geen relationeel databasemanagementsysteem, er is geen ondersteuning voor joins en voldoet ook niet aan de ACID-regels want de ondersteuning voor transacties is beperkt. MongoDB wordt gerekend tot de zogenaamde NoSQL-databases. 
Er is speciale ondersteuning voor het opslaan van loginformatie (capped collections) en voor het opslaan van blobs. MongoDB kan goed gebruikt worden voor het opslaan en analyseren van bezoekersaantallen en het klikgedrag op een druk bezochte website. Ook voor het cachen van gegevens voor sneller zoeken is MongoDB heel geschikt omdat deze datacache over meerdere computers kan worden verspreid. 
Voor complexe data-analyse en aggregatie kunnen er MapReduce-functies geschreven worden met behulp van JavaScript.
De naam "MongoDB" is afgeleid van het Amerikaanse slangwoord "humongous", dat extreem groot betekent.